# 维克托·佐洛托夫
维克托·瓦西里耶维奇·佐洛托夫（俄语：Ви́ктор Васи́льевич Зо́лотов，1954年1月27日—），現任俄羅斯聯邦國家近衛軍總司令、俄羅斯聯邦安全會議成員。
佐洛托夫早年在苏联边防部队服役。曾经担任过前總統鲍里斯·叶利钦、前聖彼得堡市長阿纳托利·索布恰克和現任俄羅斯總統弗拉基米尔·普京的保鏢。他深得叶利钦的警卫长科尔扎科夫的赏识。在為索布恰克工作期間，佐洛托夫結識了普京以及聖彼得堡黑社會的人物。在佐洛托夫成為普京的密友之後，成為普京西羅維基核心圈子的一員。
2000年至2013年期间，担任联邦警卫局副局长，专门负责联邦总统的安全事务。2013年9月，被调往内务部下属的内卫部队担任副司令。
2014年5月12日，佐洛托夫升任俄羅斯內衛部隊总司令，同时也是俄罗斯联邦内务部第一副部长。
2016年4月5日，普京签署第158号联邦总统令，任免佐罗托夫为新成立的國家近衛軍总司令。
2018年8月，反腐律師阿列克謝·納瓦爾尼指出国民近卫军系统的腐败，佐洛托夫的回应是公开约架：“你没有灵魂，内心腐烂，也没有道德，什么都没有；我向你发起决斗，我保证在几分钟内把你切成鲜嫩的肉片；如果可以的话，我会在国民近卫军所有人面前表演如何跨在你身上，并拿你来擦脚。」後來，納瓦爾尼妻子尤莉亞·納瓦納亞指責他是「小偷、懦夫、無恥的強盜」，而車臣元首卡德羅夫則赞赏佐洛托夫是捍卫荣誉的真男人。